# Steinbergsspliß
Steinbergsspliß war eine Hofschaft in der bergischen Großstadt Wuppertal. Der Ort ist heute eine Wüstung.

## Lage und Beschreibung
Die Hofschaft lag im Nordwesten der Stadt auf 177 Meter über Normalnull an der Straße Zur Kohleiche im Westen des Wohnquartiers Eckbusch des Stadtbezirks Uellendahl-Katernberg nahe der Stadtgrenze zu Wülfrath. Der Ort musste 1990 der Trasse der Bundesautobahn 535 weichen.
Benachbarte Wohnplätze und Ortschaften waren Schloss Aprath, Obenaprath, Theisbruch, Neuenhaus, Koxhof, Schmalt, Großhöfchen, Kohleiche, Zum Löh, Melandersbruch, Hixter, Kotthaus, Wiesenhaus, Frankholzhäuschen, Kohleiche und das Gut Steinberg.

## Etymologie und Geschichte
Der Name Steinbergsspliß lässt vermuten, dass es sich bei der Hofschaft um eine Abspliss des nahen Gut Steinbergs handelte.
Auf der Topographischen Aufnahme der Rheinlande von 1824 ist der Ort als Dreden und auf der Preußischen Uraufnahme von 1843 als Steinbg. Splies beschriftet. 
Im 19. Jahrhundert gehörte Steinbergsspliß zu der Honschaft Oberdüssel der Bürgermeisterei Wülfrath. Damit gehörte es von 1816 bis 1861 zum Kreis Elberfeld und ab 1861 zum alten Kreis Mettmann. Steinbergsspliß lag unmittelbar an der Grenze zwischen Oberdüssel und der Gemeinde Sonnborn, die 1880 in Vohwinkel umbenannt wurde.
1888 lebten in Steinbergsspliß zehn Einwohner in einem Wohnhaus.
Mit der Kommunalreform von 1929 wurde der östliche Teil der Gemarkung Oberdüssel um Zum Kothen von Wülfrath abgespalten und in die neu gegründete Stadt Wuppertal eingemeindet. 
1990 wurde auf einem tiefen Einschnitt der Lückenschluss der Bundesstraße 224n zwischen Velbert und Wuppertal fertiggestellt. Für den Bau der Schnellstraße musste der Ort, der im Bereich des Einschnitts lag, abgetragen werden. Nach Fertigstellung wurde die 2007 zur Bundesautobahn 535 hochgestuft.